# Steve Jablonsky
Steve Jablonsky (* 9. Oktober 1970) ist ein US-amerikanischer Filmkomponist. Er hat in seiner beruflichen Laufbahn des Öfteren mit Filmregisseur Michael Bay zusammengearbeitet.

## Leben
Jablonsky studierte Komposition an der University of California in Berkeley und hatte seinen Einstieg ins Filmgeschäft mit den Independentfilmen Border to Border (1998) und Überall, nur nicht hier (1999). 1997 wurde er als Helfer für Bernd Eichingers Filmprojekt Fräulein Smillas Gespür für Schnee (1997) eingestellt und arbeitete im gleichen Jahr an der Musik zu Ein Fall für die Borger mit. Als Michael Bay 1998 mit den Dreharbeiten zu Armageddon begann, wurden Harry Gregson-Williams und Trevor Rabin als Duo für die musikalische Untermalung gewonnen. Jablonsky komponierte als damaliger Kollege von Gregson-Williams für diesen Film Teile des Titelthemas.
Im Folgenden wirkte er an zwei Zeichentrickfilmen mit, schrieb Lieder für Antz (1999) und Chicken Run – Hennen rennen (2000). Im Jahr 2001 beendete Jablonsky seine Zusammenarbeit mit Gregson-Williams und schrieb Ergänzungsmusik zu Hans Zimmer Projekt Hannibal (2001). Für Pearl Harbor (2001), unter der Regie von Michael Bay, schrieb Jablonsky die Trailermusik in zwei Versionen, eine für den US-amerikanischen Markt, die andere für die europäische Fassung des Trailers.
2002 fand eine weitere Zusammenarbeit mit Zimmer statt: Spirit – Der wilde Mustang, der erste größere Zeichentrickfilm von DreamWorks Pictures, enthält neben instrumentaler Musik auch Lieder von Bryan Adams. Eines davon, Brothers Under the Sun wurde von Jablonsky verfasst und entstand während seiner bisher einzigen Tätigkeit als Songwriter.
Sein fünfter Film mit Michael Bay und der erste davon mit Jablonsky als Hauptkomponist war Michael Bay’s Texas Chainsaw Massacre (2003); in gleicher Besetzung folgten Die Insel (2005) und Transformers (2007), dessen Filmmusik nach bereits mehreren Wochen Kinospielzeit im Herbst 2007 überraschend als Soundtrack-CD erschien.
Von 2004 bis 2012 komponierte Steve Jablonsky den Soundtrack für die Fernsehserie Desperate Housewives, die es auf acht Staffeln brachte. Er ist Mitglied in Hans Zimmers Unternehmen „Remote Control Productions“.

## Filmografie

### Komponist
- 1998: Border to Border
- 1998: Sorrow’s Child
- 2002: The Hostage
- 2003: Michael Bay’s Texas Chainsaw Massacre (The Texas Chainsaw Massacre)
- 2004: Steamboy
- 2004–2012: Desperate Housewives (Fernsehserie)
- 2005: Amityville Horror – Eine wahre Geschichte (The Amityville Horror)
- 2005: Die Insel (The Island)
- 2006: Texas Chainsaw Massacre: The Beginning (The Texas Chainsaw Massacre: The Beginning)
- 2007: The Hitcher
- 2007: Dragon Wars (디워)
- 2007: Transformers
- 2009: Freitag der 13. (Friday the 13th)
- 2009: Transformers – Die Rache (Transformers: Revenge of the Fallen)
- 2010: A Nightmare on Elm Street
- 2011: Your Highness
- 2011: Transformers 3 (Transformers: Dark of the Moon)
- 2012: Battleship
- 2013: Gangster Squad
- 2013: Pain & Gain
- 2013: Ender’s Game – Das große Spiel (Ender’s Game)
- 2013: Lone Survivor
- 2014: Transformers: Ära des Untergangs (Transformers: Age of Extinction)
- 2015: The Last Witch Hunter
- 2016: Teenage Mutant Ninja Turtles: Out of the Shadows
- 2016: Deepwater Horizon
- 2017: Transformers: The Last Knight
- 2018: Skyscraper
- 2020: Bloodshot
- 2020: Spenser Confidential
- 2021: Red Notice
- 2022: DC League of Super-Pets
- 2024: Borderlands

### Mitarbeit
- 1997: Fräulein Smillas Gespür für Schnee (Smilla’s Sense of Snow)
- 1997: Deceiver
- 1997: Ein Fall für die Borger (The Borrowers)
- 1998: The Replacement Killers – Die Ersatzkiller (The Replacement Killers)
- 1998: Border to Border
- 1998: Armageddon
- 1999: Antz
- 1999: Der Staatsfeind Nr. 1 (Enemy of the State)
- 1999: Whatever Happened to Harold Smith?
- 1999: The Magic of Marciano
- 1999: The Match
- 1999: Light It Up
- 1999: The Tigger Movie
- 2000: The Magic of Marciano
- 2000: Chicken Run – Hennen rennen (Chicken Run)
- 2000: From Dusk Till Dawn 3 – The Hangman’s Daughter (From Dusk Till Dawn 3: The Hangman’s Daughter)
- 2001: Hannibal
- 2001: Pearl Harbor
- 2002: Spirit – Der wilde Mustang (Spirit – Stallion of the Cimarron)
- 2003: Tränen der Sonne (Tears of the Sun)
- 2003: Fluch der Karibik (Pirates of the Caribbean: The Curse of the Black Pearl)
- 2003: Bad Boys II
- 2004: Team America: World Police

### Songwriter
- 2002: Spirit – Der wilde Mustang (Spirit – Stallion of the Cimarron)

### Videospielmusik
- 2001: Metal Gear Solid 2: Sons of Liberty
- 2007: Command & Conquer 3: Tiberium Wars
- 2007: Transformers: The Game
- 2008: Gears of War 2
- 2009: Die Sims 3
- 2009: Die Sims 3: Reiseabenteuer
- 2009: Transformers: Die Rache
- 2010: Prince of Persia: Die vergessene Zeit
- 2010: Die Sims 3: Traumkarrieren
- 2010: Die Sims 3: Late Night
- 2011: Die Sims 3: Lebensfreude
- 2011: Gears of War 3
- 2013: Gears of War: Judgment